# أونر جاكسون
أونر جاكسون (بالإنجليزية: Honor Jackson) هو لاعب كرة قدم أمريكية أمريكي، ولد في 21 نوفمبر 1948 في نيو أورلينز في الولايات المتحدة.

## وصلات خارجية
- أونر جاكسون على موقع مرجع كرة القدم المحترفة.كوم (الإنجليزية)